# Neutrino do elétron
O neutrino do elétron (português brasileiro) ou neutrino do eletrão (português europeu) foi o primeiro neutrino descoberto. Ele, em conjunto com o elétron, formam a primeira geração de léptons, por isto foi chamado de neutrino do elétron.
Sua existência teórica foi inicial proposta por Wolfgang Pauli em 1930, para garantir a conservação do momento e a conservação de energia no decaimento beta. O neutrino do elétron apenas foi descoberto em 1956 por um time de cientistas liderados por Clyde Cowan e Frederick Reines.

## Proposta

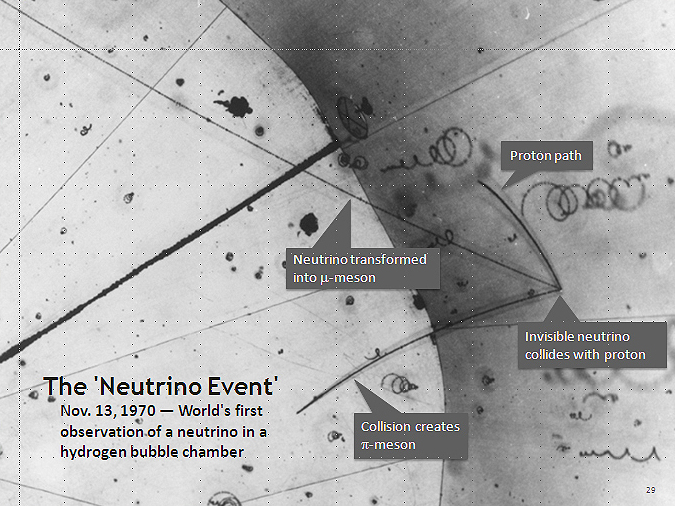
A primeira observação conhecida do neutrino, em 13 de novembro de 1970. Um neutrino colidiu com um próton numa câmara de bolhas de hidrogênio. A colisão ocorreu no ponto onde três faixas emanam à direita da fotografia.

No início da década de 1900, físicos teóricos previram que os elétrons envolvidos no decaimento beta deveriam ser emitidos numa energia específica. Entretanto, em 1914, James Chadwick demonstrou que os elétrons eram emitidos num espectro contínuo.

n0
 → 
p+
 + 
e−
O entendimento inicial do decaimento beta
Em 1930, Wolfgang Pauli formulou que uma partícula não detectada seria a responsável pela diferença da energia e do momento.

n0
 → 
p+
 + 
e−
 + 
ν0
eVersão de Wolfgang Pauli do decaimento beta